# Rad, Slovacia
Rad este o comună slovacă, aflată în districtul Trebišov din regiunea Košice. Localitatea se află la altitudinea de 100 m deasupra n.m., se întinde pe o suprafață de 6,79 km2 și în 2017 număra 521 de locuitori.

## Istoric
Localitatea Rad este atestată documentar din 1418.

## Demografie
| An:                | 1994 | 2004    | 2014   | 2024    |
| ------------------ | ---- | ------- | ------ | ------- |
| Număr de persoane: | 522  | 582     | 552    | 479     |
| Diferență:         |      | +11,49% | −5,15% | −13,22% |

| An:                | 2023 | 2024   |
| ------------------ | ---- | ------ |
| Număr de persoane: | 491  | 479    |
| Diferență:         |      | −2,44% |